# Çayönü
Koordinaten: 38° 13′ 5″ N, 39° 43′ 32″ O

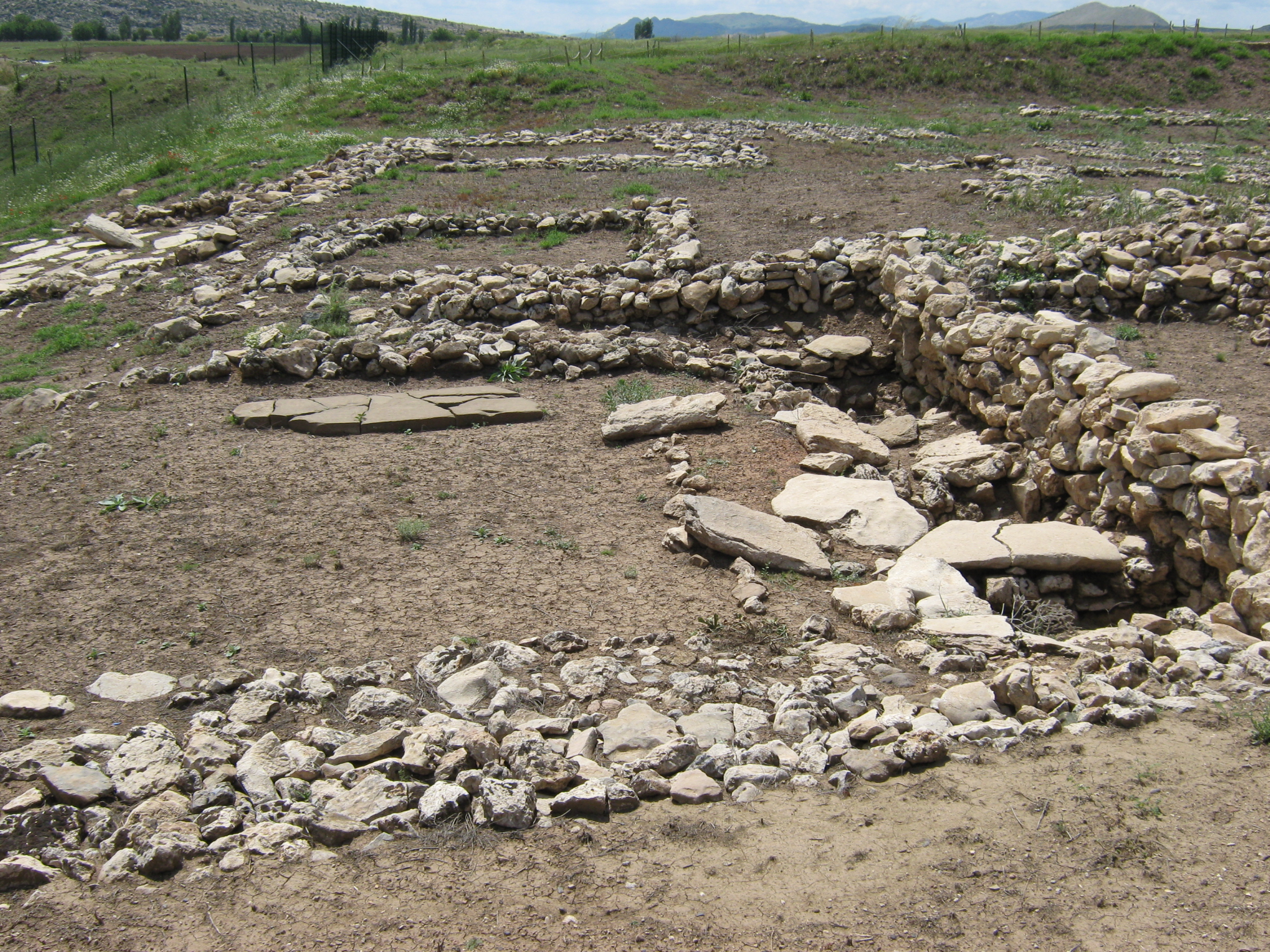
So genanntes „Schädelgebäude“

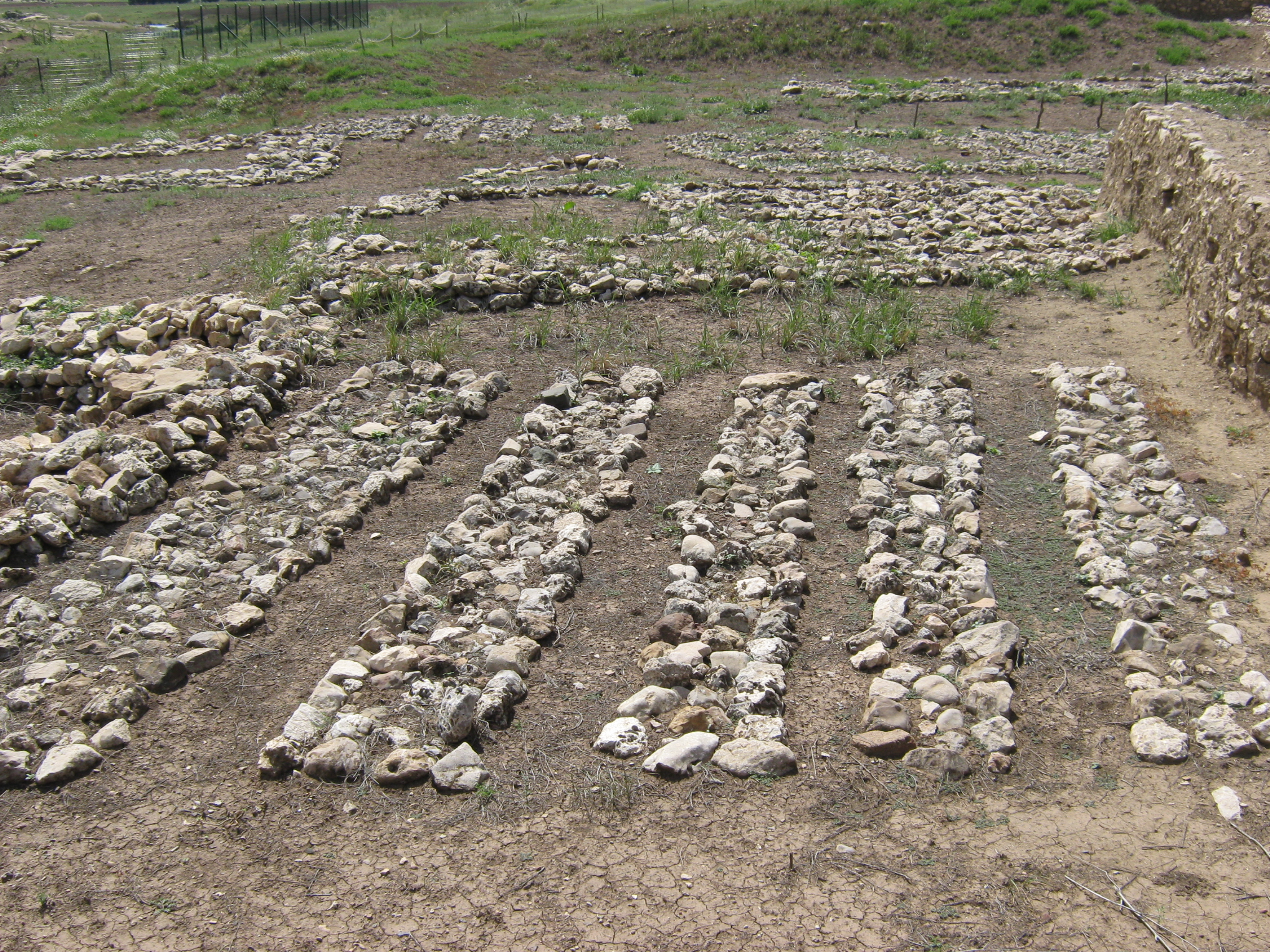
Hausfundamente der Grillplanphase

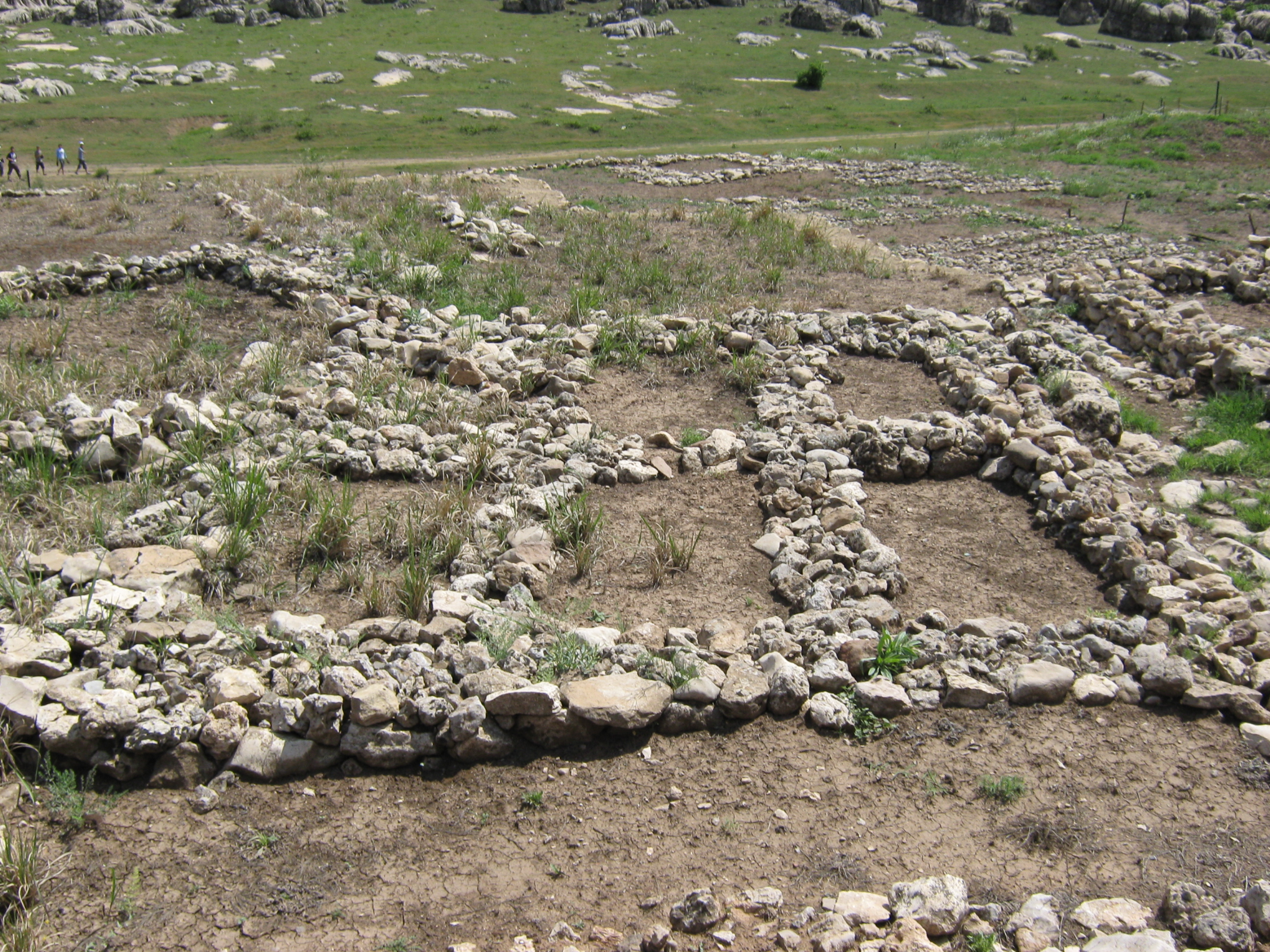
Hausfundamente der Zellplanphase

Çayönü ist eine bedeutende archäologische Fundstätte in Anatolien. Sie liegt am Rande des Taurus-Gebirges, am nördlichen Ufer des Boğazçay, einem Nebenfluss des Tigris gegenüber dem Dorf Hilar (heute Sesverenpınar), sieben Kilometer südwestlich von Ergani und etwa 40 km nordwestlich von Diyarbakır in der türkischen Provinz Diyarbakır.

## Grabung
Der Ort wurde 1963 entdeckt und zwischen 1964 und 1991 von Robert John Braidwood, Halet Çambel und Mehmet Özdoğan erforscht.

## Datierung
An diesem Siedlungsplatz lässt sich die Entwicklung von den ersten Rundbauten einer frühen Ackerbaugemeinschaft aus dem 10. Jahrtausend v. Chr. zu einer großen Siedlung mit differenzierter Bebauung im 9. und 8. bis zum Anfang des 7. Jahrtausends nachvollziehen.

## Siedlungsgeschichte
Die älteste Siedlung wird zum akeramischen Neolithikum (PPN) A (ca. 10. – 9. Jahrtausend v. Chr.) gerechnet und besteht aus runden (4–5 m Durchmesser) leicht eingetieften Hütten mit einem Oberbau aus Lehmflechtwerk. Die folgende Schicht aus dem frühen PPNB – also ca. 9. bis 8. Jahrtausend – wird wegen ihrer charakteristischen Fundamente als Grillplanphase bezeichnet. Die Bauten sind langrechteckig ca. 5,5 auf 11 m groß und N-S-orientiert. Die Grundrisse der Häuser sind dreigeteilt. Der südliche Teil besteht aus drei kleinen Zellen, der Mittelteil aus einem gepflasterten Raum mit Herdstelle, der nördliche Teil enthält die namengebenden grillrostähnlichen parallelen Mauerstreifen. Es handelt sich dabei um eine Reihe paralleler niedriger Steinwände, auf denen ein hölzerner und möglicherweise gepflasterter Boden lag. Die Funktion ist unklar (Feuchtigkeitsschutz, Klimatisierung). Neben diesen normalen (Wohn)häusern findet sich ein „Sondergebäude“ mit vermutlich kultischer oder sozialer Funktion. Das Sondergebäude dieser Phase zeichnet sich durch einen aus Kalksteinplatten gebildeten Fußboden aus (Kalkplattengebäude, flagstone building). In der Mitte des einräumigen, quadratischen Gebäudes befinden sich zwei stelenartig aufgerichtete freistehende Steinplatten.
Die Bewohner der Grillplanphase ernähren sich als Jäger überwiegend von Wildschwein, Hirsch, Wildschaf und Wildziege. Später wird das Rind wichtiger. Die Schweine zeigen erste Domestikationserscheinungen. Außerdem ist in dieser Phase das Abernten von Wildgetreide nachgewiesen.
In der darauf folgenden Kanalplanphase (ab 8500 v. Chr.) stehen die Stein- oder Lehmwände der O-W-ausgerichteten Häuser auf einer von Kanälen durchzogenen Plattform, die eine steinerne Veranda umgibt. Die Siedlung dieser Phase umfasst – wie die vorhergehende Phase – nicht nur diese Bauten mit Wohn- und Werkplätzen, sondern im Ostteil ein leicht in den Hang eingegrabenes Sondergebäude. In diesem Gebäude (Schädelgebäude) wurden in kellerartigen von Steinplatten überdeckten Kammern die Überreste von mehreren Hundert Individuen (meistens unvollständige Skelette) gefunden einschließlich früher wohl in Regalen aufbewahrter Schädel. Im Gebäude selbst fand sich eine große, altarartige Steinplatte. Menhirartige Steinsetzungen umgaben die an das Gebäude angrenzenden Freiflächen. In der Kanalplanphase fehlen die vorher häufigen Schweineknochen im Grabungsbefund, was einen Wandel in der Ernährungsgewohnheit nahelegt.
Die darauf folgende Phase der Zellplangebäude (spätes PPNB, ab 7500 v. Chr.) hat ihren Namen daher, dass der Innenraum der Häuser in viele Kammern untergliedert ist. Die Gebäude sind jetzt zweigeschossig. Auf den Steinmauern des abgeschlossenen mehrkammerigen Untergeschosses wurde ein Obergeschoss aus Lehmziegeln gemauert. Lehmmodelle zeigen darüber ein Flachdach mit Brüstung als Umrandung. Im östlichen Teil dieser Siedlung lag ein 60 × 20 Meter großer, teilweise mit gebrannten Lehmziegeln gepflasterter Platz, auf dem mehrere bis 2 Meter hohe Steine standen. Im Nordosten dieses Platzes lag das 12 × 9 Meter große „Terrazzogebäude“, das wegen seines Fußbodens so genannt wurde. Dieser besteht aus einer etwa 12 cm dicken Schicht von weißem und rotem Kalkstein, die durch Kalkmörtel miteinander verbunden, fest gestampft und glatt geschliffen wurden, so dass ein betonartiger Estrich entstand. Es wurde rötlicher Kalk verwendet, in den mit weißem Kalk parallel zueinander verlaufende Farbstreifen eingebettet wurden. Je ein Paar der weißen Streifen umrahmen im Westen und Osten die Raummitte, die zerstört wurde. Im erhaltenen Teil des Gebäudes fand sich, wie im Schädelgebäude, eine altarartige Steinplatte, die an einer Kante mit einem stilisierten, fast lebensgroßen, menschlichen Gesicht als Hochrelief versehen war. In dieser Phase werden zum ersten Mal Schaf und Ziege domestiziert, der Anteil der Jagd sinkt auf ein Zehntel. Außerdem werden Schnecken, Muscheln und Fische aus dem Fluss gegessen. Darüber hinaus führten die Einwohner landwirtschaftliche Experimente mit Einkornweizen durch.
Auf diese Periode folgt die so genannte Großraumphase (ab ca. 7000 v. Chr.) mit einräumigen Gebäuden. In dieser Phase gibt es keine Sondergebäude oder Plätze, wie in den vorherigen. Es scheint zu einem tiefgreifenden Wandel im rituellen Bereich und auch bei den Ernährungsgewohnheiten gekommen zu sein.

## Skulpturen und Kleinkunst
Bis auf das erwähnte lebensgroße menschliche Gesicht als Hochrelief wurde in Çayönü keine Monumentalkunst gefunden, wie in Nevalı Çori und Göbekli Tepe, jedoch über 400 Lehmfiguren von Menschen und Tieren, außerdem Steingefäße, jedoch keine Spuren von Tongefäßen. Die Bewohner verarbeiteten zwar gediegenes Kupfer, das sie ca. 20 km entfernt fanden, zu Schmuckstücken u. a., kannten jedoch offenbar keine metallurgischen Pyrotechniken.